# Ruffigné
Ruffigné é uma comuna francesa na região administrativa da Pays de la Loire, no departamento de Loire-Atlantique. Estende-se por uma área de 33,63 km². Em 2010 a comuna tinha 705 habitantes (densidade: 21 hab./km²).